# برج القصب
برج القصب هي قرية سورية تقع شمال غرب سوريا، وهي جزء من محافظة اللاذقية، وتقع شمال اللاذقية بالقرب من رأس ابن هاني. تشمل المناطق القريبة كل من الشامية وبرج إسلام إلى الشمال، وكرسانا إلى الشمال الشرقي، وكل من ستمرخو والقنجرة إلى الشرق. وفقا للمكتب المركزي للإحصاء السوري، بلغ عدد سكان برج القصب 4902 نسمة في تعداد عام 2004. سكانها في الغالب من العلويين. يقع موقع أوغاريت القديم في الجزء الشرقي من القرية.